# Clarence A. Reid
Clarence A. Reid (* 11. Dezember 1892 in Salt Creek, Pickaway County, Ohio; † 1978) war ein US-amerikanischer Politiker. Zwischen 1953 und 1955 war er Vizegouverneur des Bundesstaates Michigan.

## Werdegang
Während des Ersten Weltkrieges diente Clarence Reid in der United States Army. Nach einem Jurastudium an der University of Michigan und seiner 1920 erfolgten Zulassung als Rechtsanwalt begann er in Michigan in diesem Beruf zu arbeiten. Gleichzeitig schlug er als Mitglied der Republikanischen Partei eine politische Laufbahn ein. 1932 kandidierte er erfolglos in den Vorwahlen seiner Partei für einen Sitz im US-Repräsentantenhaus; in den Jahren 1934, 1938 und 1948 bewarb er sich erfolglos um einen Sitz im Senat von Michigan. In diesem Gremium saß er dann doch noch zwischen 1941 und 1948 sowie erneut von 1951 bis 1952.
1952 wurde Reid an der Seite von G. Mennen Williams zum Vizegouverneur von Michigan gewählt. Dieses Amt bekleidete er zwischen 1953 und 1955. Dabei war er Stellvertreter des Gouverneurs und Vorsitzender des Staatssenats. Im Jahr 1954 wurde er nicht bestätigt. Bei den Wahlen der Jahre 1956, 1960 und 1962 strebte er erfolglos seine Rückkehr in das Amt des Vizegouverneurs an. Reid war unter anderem Mitglied der Freimaurer und der Veteranenorganisation American Legion sowie der amerikanischen Anwaltskammer. Er starb im Jahr 1978.